# 1907
Cette page concerne l'année 1907 (MCMVII en chiffres romains) du calendrier grégorien.  Pour le nombre 1907, voir 1907 (nombre).
L'année 1907 est une année commune qui commence un mardi.

## En bref
- 11 mars : début de la révolte des vignerons du Languedoc.
- 31 août : convention anglo-russe, ébauche de la « Triple-Entente ».
- 21 octobre : panique bancaire aux États-Unis.

## Événements

### Afrique
- 22 mars : le Transvaal Asiatic Registration Act (« Black act »), applicable au 1er juillet, est adopté par le parlement du Transvaal. Le 29 mars, au Gaiety Theatre de Johannesburg, l’avocat indien Mohandas Gandhi lance un mouvement de résistance passive contre ces mesures obligeant l’enregistrement des Asiatiques[1].

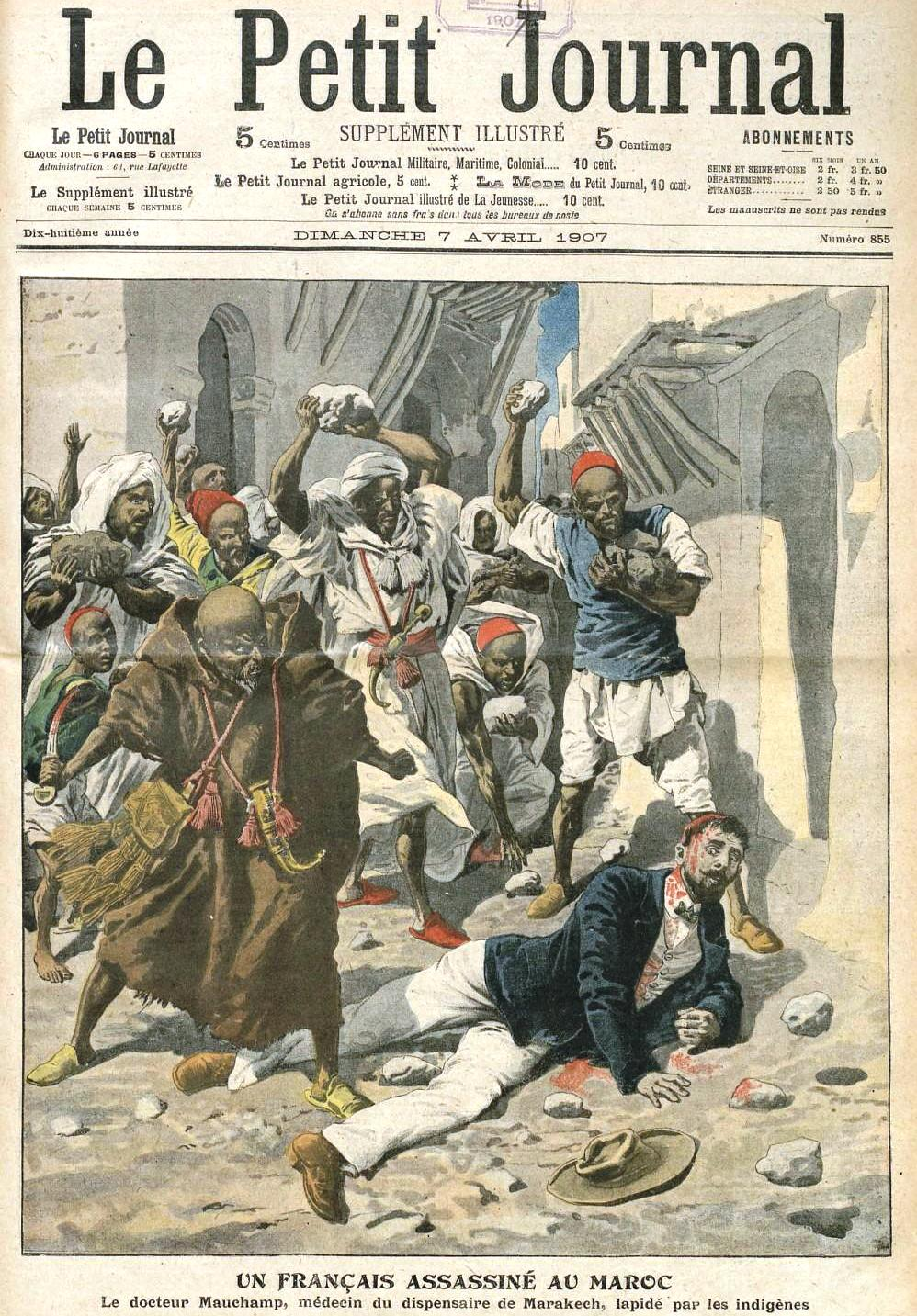
19 mars : assassinat du Dr Mauchamp à Marrakech (Le Petit Journal).

- 29 mars : les troupes françaises venues d’Algérie occupent Oujda, au Maroc, en représailles à l’assassinat du Dr Mauchamp à Marrakech le 19 mars[2].

- 15 avril : le Banco di Roma s’installe en Tripolitaine[3] avec un ambitieux programme financier et industriel : achat de terrains, promotion d’entreprises, création d’une clientèle proitalienne par une politique d’emprunts.
- 17 avril : décret autorisant l’ouverture des travaux de construction de la voie de chemin de fer de Kayes à Thiès. Les travaux débutent dès le mois de juin[4]. Retardés par la guerre de 1914-1918, ils s’achèvent en 1923.

- 17 mai : Bernhard Dernburg devient le premier secrétaire d’État aux colonies allemand (1907-1911)[5]. Il lance un programme de colonisation rationnelle en Afrique orientale allemande[6].

- 5-8 août : bombardement et occupation de Casablanca par la France à la suite du meurtre de neuf employés européens de la firme Schneider le 30 juillet ; début de la « pacification » du Maroc[7].
- 16 août : Moulay Hafid, opposé aux accords d’Algésiras, est proclamé sultan du Maroc à Marrakech en concurrence avec son frère Abdelaziz[2].
- 18 août, Sud-Ouest africain : à l’issue de la révolte des Nama et des Héréros, toutes les « terres tribales » et tout le bétail sont confisqués[8].
- 27 août : victoire portugaise au combat de Mufilo en Angola, pendant la guerre contre les Ovambos[9].
- 12 septembre : le sultan du Maroc Abdelaziz quitte Fès pour se rendre à Rabat où il est arrive le 23 septembre[2].

- 4 novembre : le premier gisement de diamant est découvert au Kasaï[10].
- 28 novembre : traité de cession de l’État indépendant du Congo à la Belgique par le roi Léopold II. Le parlement belge vote l’annexion du Congo le 19 octobre 1908, effective le 15 novembre 1908[11].

- Victoire des Reguibat sur les Ouled Bou Sbaa à la bataille de Foucht dans le nord de la Mauritanie actuelle[12].

### Amérique

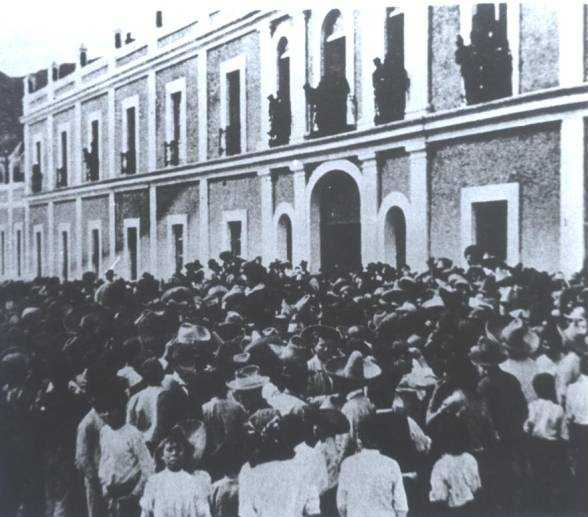
7 janvier : grève de Río Blanco.

- 7 janvier, Mexique : grève dans les centres textiles de Río Blanco, violemment réprimée. Plus de 200 ouvriers sont tués[13].
- 14 janvier : tremblement de terre à Kingston, Jamaïque qui fait 1 400 morts[14].

- 8 février : traité entre la République dominicaine et les États-Unis, accordant à ces derniers un droit d’intervention en matière financière. Ils confient à Kuhn, Loeb & co le règlement des dettes de Saint-Domingue estimées à 20 millions de dollars[15].

- 17 - 23 mars : victoire nicaraguayenne à la bataille de Namasigüe sur les forces coalisées du Honduras et du Salvador. Le 27 mars, les Nicaraguayens entrent dans Tegucigalpa, capitale du Honduras[16].

- 24 avril : le traité Vásquez Cobo-Martins délimite la frontière entre le Brésil et la Colombie[17].
- 28 avril-8 juin : intervention américaine au Honduras[18].

- Mai - juin, Chili : grève générale à Santiago du Chili[19].

- 29 août : effondrement du pont de Québec[20].

- 21 octobre : panique bancaire aux États-Unis[21].
- 13 novembre - 20 décembre : conférence de paix centroaméricaine de Washington[22]. Formulation de la Doctrine Tobar portant sur la non-reconnaissance internationale des gouvernements issus de coups d’État[23].

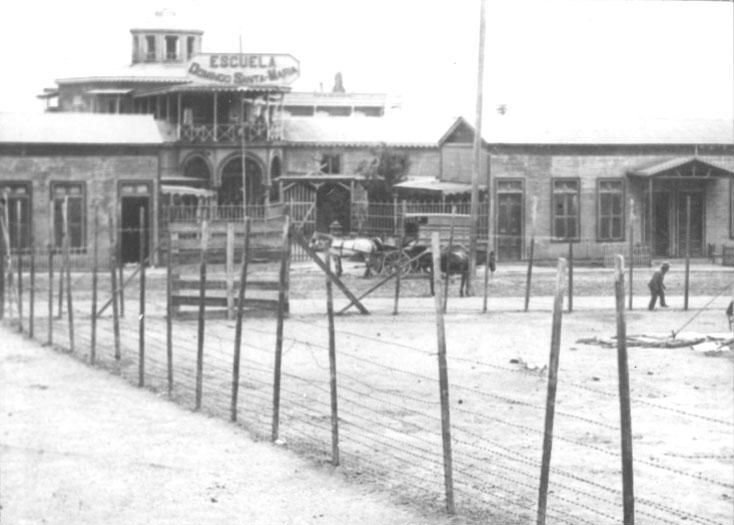
21 décembre : tuerie de l’école Domingo Santa María de Iquique

- 21 décembre, Chili : grève dans les mines de salpêtre d’Iquique dont la répression fait plus 2 000 morts[24].

### Asie et Pacifique
- 23 mars : le Siam restitue par traité les Battambang, de Siem Reap et de Sisophon au Cambodge, la France restitue au Siam le « bec de canard » de Dan Saï et le couloir côtier de Trat[25].

- 16 avril : le prophète maori Rua (en) décide de former une communauté à Maungapohatu, nouvelle Jérusalem, en Nouvelle-Zélande, où il s’installe en Juin avec ses disciples. Ses membres refusent la conscription et il est arrêté par la police pour sédition le 2 avril 1916[26].
- 24 avril, Japon : promulgation de la Loi no 45 (Code pénal japonais de 1907)[27].

- 10 juin : traité franco-japonais de Paris délimitant les respectives sphères d’influence en Asie[28].
- 10 juin-10 août : course automobile Pékin-Paris[29].

- 13 juin : la convention ferroviaire de Saint-Pétersbourg ratifie les zones d’influences de la Russie et du Japon en Mandchourie. Mandchourie du Nord et Mongolie-Extérieure à la Russie, Mandchourie du Sud et Corée au Japon[30].

- 24 juillet : renforcement du protectorat japonais sur la Corée[31].

- 14 - 21 août : huitième congrès sioniste de La Haye[32]. Les thèses du sionisme pratique, qui privilégient l’installation de Juifs en Palestine sur l’action diplomatique, recueillent la majorité des suffrages. Afin de renforcer l’implantation juive, les colons socialistes réclament l’arrêt de l’emploi d’ouvriers arabes dans les colonies.
- 31 août : convention anglo-russe[33]. Partage de la Perse en deux zones d’influences entre les Britanniques et les Russes, permettant la constitution de l’entente anglo-russe et de la « Triple-Entente ». Les gouvernements des deux pays s’engagent à respecter mutuellement l’intégrité territoriale de l’Afghanistan et à ne pas intervenir dans les affaires tibétaines.

- 3 septembre : l’empereur d’Annam Thành Thái est déposé par les autorités coloniales française sous prétexte de démence. Son jeune fils Duy Tân lui succède le 5 septembre (fin de règne en 1916)[34].
- 4 septembre : l’impératrice Cixi, décidée à faire des réformes, appelle Zhang Zhidong et Yuan Shikai au pouvoir[35].
- 20 septembre : le gouvernement chinois décrète la création d’un « Conseil Politique National » (Zizhengyuan) pour la préparation d’une constitution[36].
- 26 septembre : la Nouvelle-Zélande devient un dominion, étape symbolique dans le processus de son indépendance[37].

- 19 et 22 octobre, Chine : Yuan Shikai fait instituer par un édit des conseils provinciaux élus (Ziyiju) dans chaque capitale de province[35],[36].

- 4 décembre : début d’un nouveau voyage clandestin au Tibet de l’explorateur suédois Sven Hedin (fin le 26 août 1908)[38].
- 17 décembre : Ugyen Wangchuk, élu, devient le premier roi héréditaire du Bhoutan, fondant une dynastie qui règne toujours sur le pays[39].
- 24 décembre : Yuan Shikai annonce l’établissement d’une constitution en Chine[35].

- 26-27 décembre : cession annuelle du Congrès national indien à Surat. Division entre les nationalistes modérés (Gopal Krishna Gokhale, Surendranath Banerjee) et les extrémistes (Bal Gangadhar Tilak, Bipin Chandra Pal (en), Lala Lajpat Rai)[40].

### Europe
- 25 janvier : Élections législatives allemandes. Majorité de droite, étroite et fragile, au Reichstag pour soutenir la Weltpolitik de Bülow (bloc Bülow)[41].
- 28 janvier : l’empereur François-Joseph promulgue la loi électorale instituant le suffrage universel en Cisleithanie (Autriche)[42].

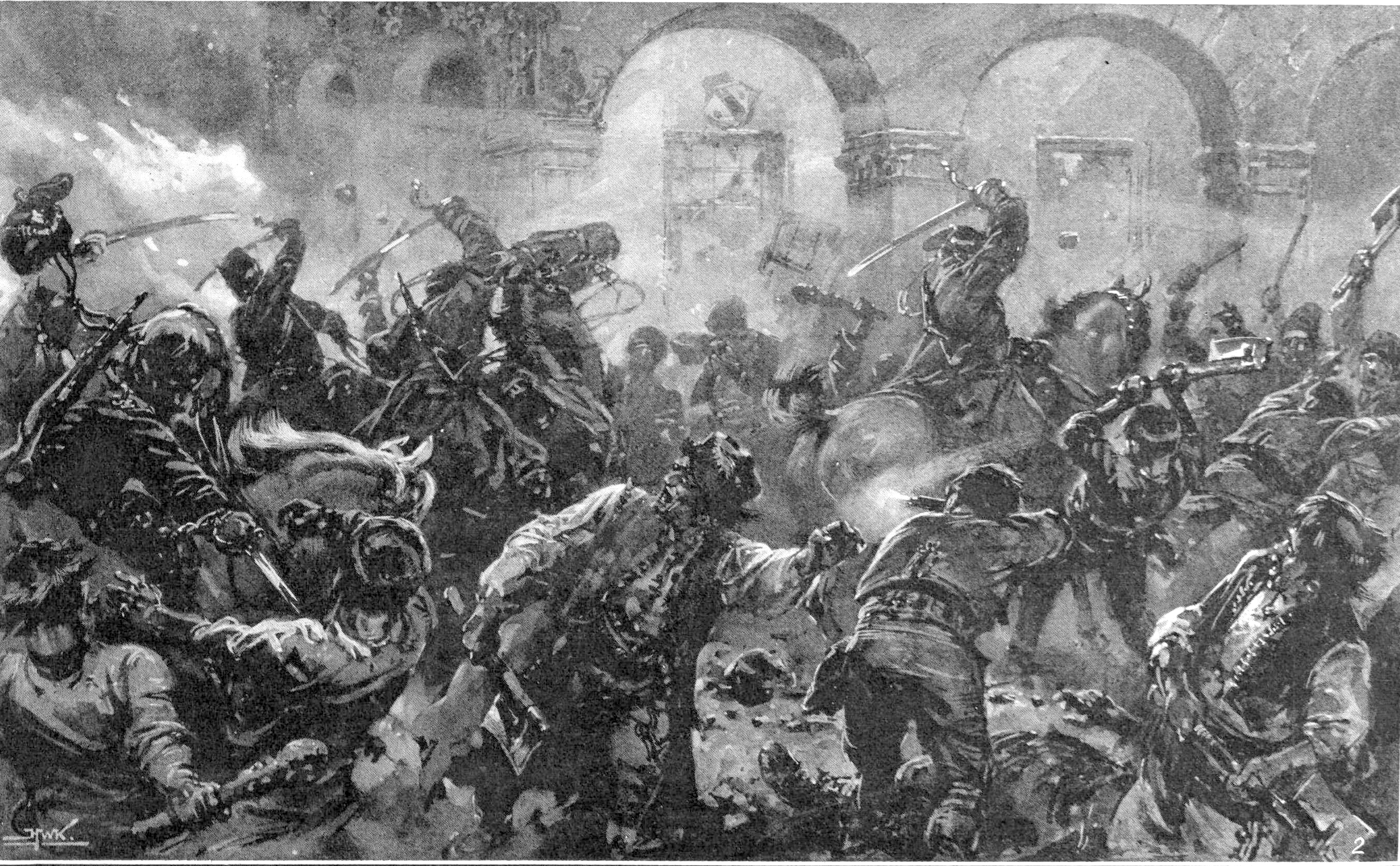
6 avril : répression de la révolte des paysans roumains par la cavalerie dans les rues de Botoșani, dessin de Willem Koekkoek.

- 21 février - 13 avril (8 février - 31 mars du calendrier julien) : grande émeute paysanne en Roumanie, réprimée dans le sang[43]. Elle commence en février dans la région de Moldavie. Le mouvement touche ensuite la Valachie. Des fermiers et des propriétaires sont tués, des récoltes incendiées, des boutiques pillées… 2 000 paysans envahissent Botoșani où l’armée fait usage de ses armes. Fin mars l’Olténie s’enflamme à son tour. Les ouvriers agricoles de la plaine du Danube essayent de marcher sur Bucarest et de violents affrontements font 200 morts.
- 27-28 février, Portugal : début de la grève des étudiants de Coimbra. Le 1er avril, 17 étudiants passent en conseil de discipline et sont expulsés. Le mouvement continue et les étudiants sont menacés de perdre leur année universitaire. L’université ne rouvre que le 23 mai pour les examens[44].

- 11 mars, France : création du Comité d’Argeliers. Début de la révolte des vignerons du Languedoc[45].
- 15-16 mars : en Finlande, le parti social-démocrate remporte les élections législatives[46]. Pour la première fois en Europe, des femmes sont élues députés.
- 17 mars : l’état d’urgence est proclamé en Roumanie[47].
- 25 mars : le gouvernement conservateur roumain démissionne et le lendemain le libéral Dimitrie Sturdza prend en main la répression avec le général Alexandru Averescu au ministère de la guerre[48]. L’artillerie est utilisée contre les villages terrorisés par des expéditions punitives. La jacquerie est terminée à la mi-avril, après 10 à 12 000 morts.
  - Le gouvernement roumain est contraint de voter quelques réformes : loi sur les contrats agricoles (5 janvier 1908/23 décembre 1907 julien), loi dite de la « maison rurale » facilitant l’accès à la propriété des paysans pauvres (avril 1908)[49].
- 13 - 27 avril : affaire Harden-Eulenburg en Allemagne. Le journaliste Maximilian Harden dénonce l’homosexualité du prince de Eulenburg, ami intime de l'empereur et du général Kuno von Moltke[50].
- 15 avril-14 mai : conférence impériale réunissant à Londres des représentants du Royaume-Uni, du Canada, de l'Australie, de la Nouvelle-Zélande, de la colonie du Cap, du Natal, de Terre-Neuve et du Transvaal[51].

- 21 avril : élections générales en Espagne. Succès électoral des républicains et des régionalistes catalans[52].

- 10 mai : dissolution de la Chambre des députés au Portugal. Début de la dictature de João Franco (fin en janvier 1908)[53].
- 14 mai : le parlement autrichien (Cisleithanie) est élu pour la première fois au suffrage universel masculin. Les chrétiens-sociaux et les sociaux-démocrates remportent les élections[54].
- 2 juin : lois Apponyi en Hongrie[55]. Gratuité de l’enseignement primaire et magyarisation forcée. La plupart des écoles confessionnelles des nationalités sont remplacées par des écoles d’État hongroises. Le nombre des établissements scolaires diminue et le pourcentage des illettrés augmente dans la population roumaine.
- 15 juin : début de la seconde conférence internationale de la Paix à la Haye (fin le 18 octobre)[56].

- 29 juillet, Royaume-Uni : premier camp de boy scouts créé par sir Robert Baden-Powell sur l’île de Brownsea[57].

- 8 août : loi électorale en Espagne[58]. Les élections sont supprimées en cas de candidature unique.
- 17 août : la première conférence internationale des femmes socialistes se réunit à Stuttgart sous la présidence de Clara Zetkin[59].

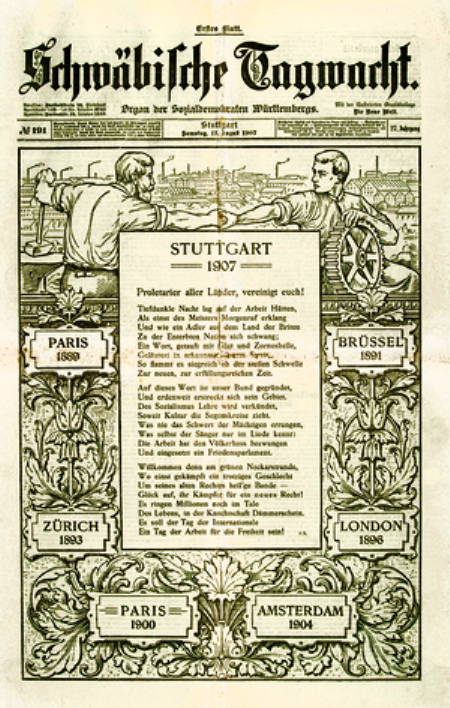
Couverture du Schwäbischen Tagwacht à l’ouverture du congrès de Stuttgart le 18 août 1907

- 18 - 24 août : congrès de Stuttgart en Allemagne[60]. À la suite des conflits de l’Extrême-Orient, des incidents du Congo, de la famine des Héréros (Sud-Ouest africain Allemand), les problèmes coloniaux et le « colonialisme » font l’objet de débat parmi les socialistes. Plusieurs courants se distinguent : l’un, impérialiste, juge que la colonisation constitue un « élément intégral du but essentiel des civilisations poursuivi par le mouvement socialiste » (E. David, Noske, Hildebrand). D’autres rêvent d’une gestion internationale des colonies, jugeant que la colonisation est un fait de l’histoire (Van Kol, Jaurès, Vandervelde). La barbarie coloniale est dénoncée, mais l’idée de laisser les peuples colonisés indépendants semble absurde (« se serait rendre les États-Unis aux Indiens », selon Berstein). À gauche, Kautsky et Jules Guesde nient que la colonisation soit un facteur de progrès : la condamner n’est pas s’opposer à la dialectique de l’Histoire et la démocratie est possible dans les colonies comme ailleurs.
- 24 - 31 août : congrès anarchiste international d'Amsterdam[61].

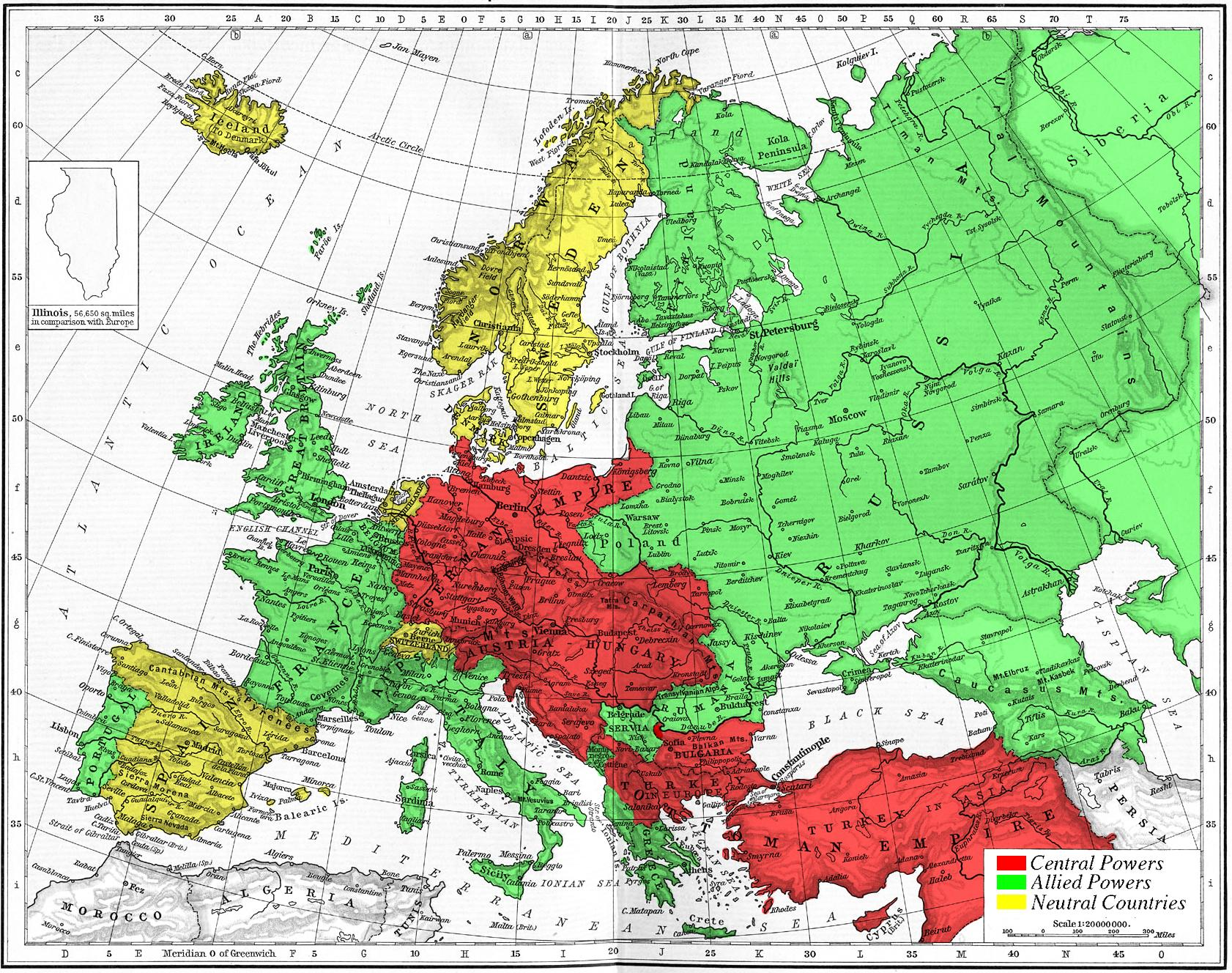
En rouge la Triple Alliance, en vert la Triple-Entente (carte de 1915)

- 31 août : accord russo-britannique de Saint-Pétersbourg, parachevant le système d’alliance de Théophile Delcassé. La Triple-Entente est formée entre le Royaume-Uni, la France et la Russie, destinée à contenir la Triple Alliance (Allemagne, Autriche-Hongrie, Italie)[33].

- 8 septembre : avec l’encyclique Pascendi Dominici Gregis, le pape confirme la condamnation du modernisme[62].

- 18 octobre : convention de la Haye (acte final de la deuxième conférence de la paix). Adoption d’une résolution sur l’arbitrage obligatoire en cas de conflit[63].

- 8 décembre : avènement de Gustave V, roi de Suède (fin en 1950)[64].

- 2 août : le Territorial and Reserve Forces Act reçoit la sanction royale[65]. Il crée une armée territoriale de réserve (277 000 hommes en 1910) dans le cadre des réformes Haldane[66].

- Royaume-Uni :
  - institution d’un État-major impérial[33].
  - les femmes obtiennent le pouvoir de siéger dans les conseils municipaux et les conseils de comtés[67].
- Suffrage universel masculin en Suède[68].

#### Empire russe
- 5 mars (20 février du calendrier julien) : réunion de la seconde Douma[69] (Douma rouge ou Douma des extrêmes).

- 13 mai - 1er juin : victoire de la tendance bolchévique lors du cinquième congrès du parti ouvrier socialiste russe dans l’'église d’Islington, à Londres[69].
- Mai - juin : multiplication des attentats terroristes[70].
- 14 juin (1er juin du calendrier julien) : Piotr Stolypine demande l’exclusion de 55 députés sociaux-démocrates et la levée de l’immunité parlementaire de 16 d’entre eux[70].
- 16 juin (3 juin du calendrier julien) : « Coup d’État ». Dissolution de la Douma, modification de la loi électorale[69] : la voix d’un grand propriétaire foncier vaut 7 voix citadines, 30 voix paysannes, 60 voix ouvrières.

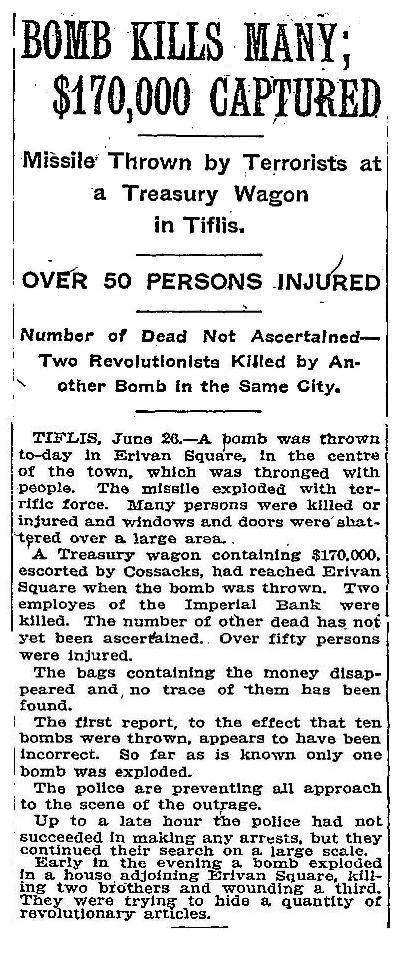
braquage de la banque de Tiflis, article du New York Times du 27 juin 1907.

- 26 juin (13 juin du calendrier julien) : braquage de la banque de Tiflis ; expropriation spectaculaire menée par le social-démocrate Kamo, qui s’empare de 340 000 roubles destinés à la Banque d’État de Tiflis[71].

- 20 octobre (7 octobre du calendrier julien) : rémission du tsarévitch Alexis après l’intervention de Raspoutine, dont l’influence sur la cour du tsar Nicolas II de Russie devient importante[72].

- 14 novembre (1er novembre du calendrier julien) : réunion de la troisième Douma, dite « des seigneurs » (fin le 22 juin 1909[73]. Le gouvernement y dispose de la majorité grâce à l’effondrement des partis de gauche.
- 12 décembre : nouvelle émigration de Lénine[74] (fin en 1917).

## Prix Nobel
- Prix Nobel de physique : Albert Abraham Michelson
- Prix Nobel de chimie : Eduard Buchner
- Prix Nobel de physiologie ou médecine : Alphonse Laveran
- Prix Nobel de littérature : Rudyard Kipling
- Prix Nobel de la paix : Ernesto Teodoro Moneta et Louis Renault

## Décès en 1907

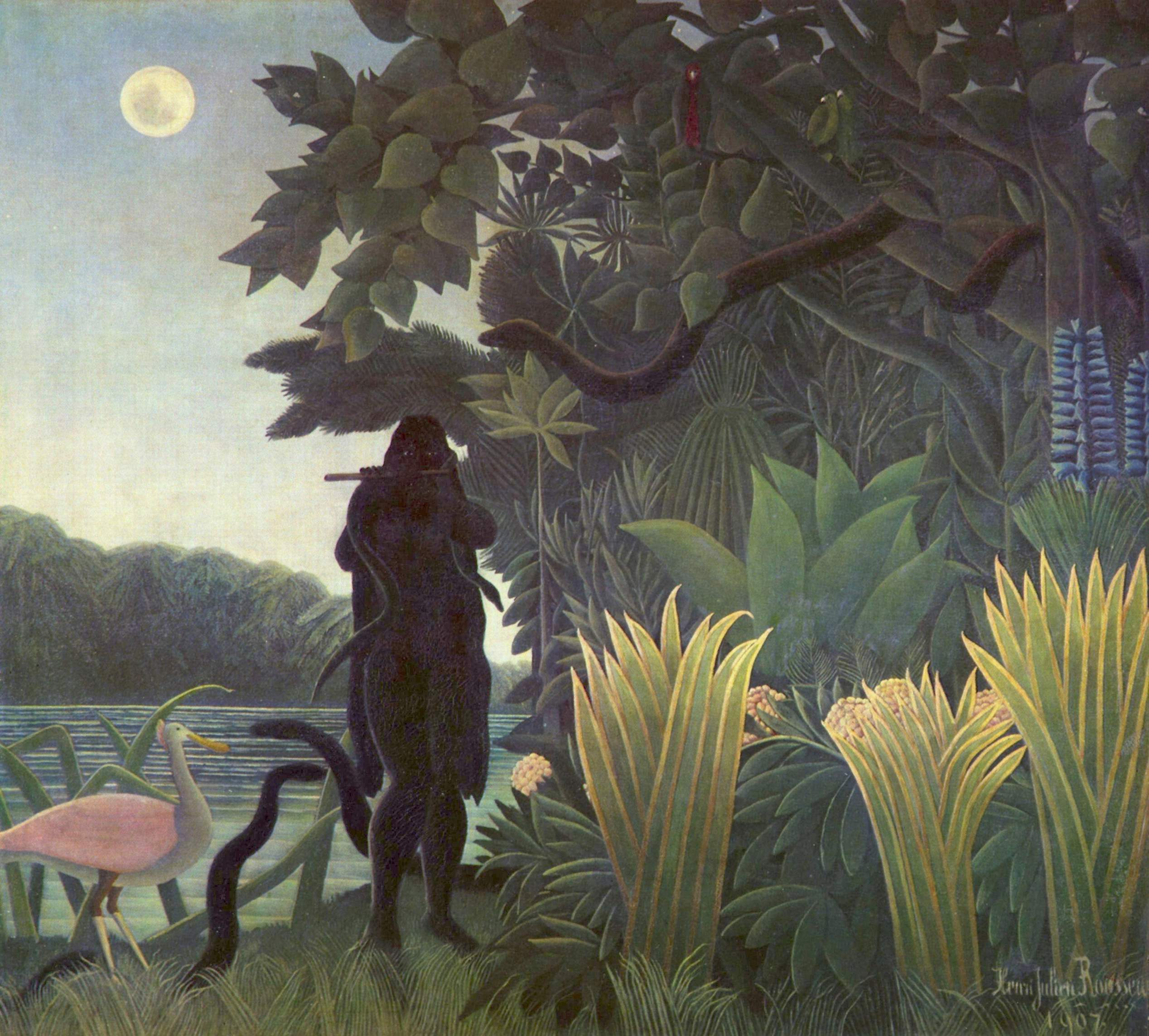
La Charmeuse de serpents, de Henri Rousseau.La peinture en 1907 sur Commons